# Mira Kelber
Mira Kelber, född 2000 i Malmö, är en svensk föreläsare om rasism och antisemitism.

Mira Kelber har studerat mänskliga rättigheter vid Lunds universitet, och är sedan 2019 ordförande och en av grundarna av Judisk Ungdom Malmö (JUM), och även vice ordförande i Judiska Ungdomsförbundet. 
Hon har sedan 2019 besökt skolor för att tala om antisemitism och om sin fars erfarenheter som överlevande från Förintelsen.   
År 2021 mottog Mira Kelber ELSA-priset. 
 